# Evgueni Tarelkine
Evgueni Igorievitch Tarelkine (russe : Евгений Игоревич Тарелкин), né le 29 décembre 1974, est capitaine dans l'Armée de l'air russe. En 2003, il a été sélectionné cosmonaute par l'Agence spatiale fédérale russe.

## Biographie
Tarelkine est diplômé de l'école militaire de l'Air de Ieïsk en 1996 et de l'académie militaire de l'Air Gagarine en 1998, avant d'atteindre le rang de capitaine dans l'Armée de l'air russe. Il a servi dans l'armée de l'air jusqu'à sa sélection comme cosmonaute dans le groupe TsPK-13 en 2003, achevant sa formation de base en 2005. 

## Vols réalisés
Le 23 octobre 2012, il prend place à bord du vaisseau Soyouz TMA-06M pour rejoindre la Station spatiale internationale, participant aux expéditions 33 et 34. Il revient sur Terre le 16 mars 2013.